# La Prédication de saint Paul à Athènes (tableau)
 (octobre 2024).
Pour l’article homonyme, voir La Prédication de saint Paul à Athènes.
La Prédication de saint Paul à Athènes est un tableau de Vincenzo Catalani probablement peint dans les années 1840 ou 1850 à Rome. Mesurant 6,64 m sur 4,90 m, il représente saint Paul prononçant le discours de l'Aréopage, sermon contre l'idolâtrie. Redécouvert dans l'église Saint-Louis-des-Français de Rome en 2021, il est en cours de restauration à fin 2024.

## Histoire
Vincenzo Catalani est né à Rome en 1814, de parents napolitains. Son père, ingénieur, y a été envoyé par le royaume des Deux-Siciles. Rome est alors la capitale des États pontificaux

## Redécouverte
À la suite de l'incendie de Notre-Dame de Paris, un plan d'action est lancé par le gouvernement français sur la préservation des œuvres d'art dans les églises. Le lieutenant-colonel Thierry Burger, chargé de cette mission avait recommandé en 2020 de limiter les lieux de stockage sauvage des œuvres. En visite dans les cinq églises françaises de Rome, il avait remarqué un objet emballé dans du plastique prenant la poussière dans un escalier montant à la tribune nord du chœur de l'église Saint-Louis des Français et qu'on lui présente alors comme un tapis emballé. À l'hiver 2021, un étudiant français en histoire de l'art à l'université de Rome, Pierre-Antoine Ferracin, alors stagiaire au service des travaux et bâtiments français en Italie (STBI), service dépendant de l'ambassade de France en Italie, est chargé d'aller examiner cet objet. Il découvre que c'est une toile peinte monumentale de plus de 35 m2 représentant un motif religieux connu, la prédication de saint Paul à l'aréopage à Athènes. Mais la peinture est en mauvais état, recouverte d'un vernis jaunâtre et certaines parties sont presque lacérées. On ignore alors l'auteur de cette peinture et pourquoi elle se trouve là. Il n'y a aucune trace du tableau dans les archives des Pieux Établissements de la France à Rome et Lorette, fondation chargée de la gestion des édifices religieux français en Italie. Les recherches de Pierre-Antoine Ferracin et de deux élèves conservateurs de l'Institut national du patrimoine alors présents au STBI, Lili Davenas et François Chevallier vont permettre d'identifier l'auteur et une histoire probable du tableau. Le style académique de la toile pointe vers un peintre du XIXe siècle. François Chevallier retrouve dans les collections de l'école des Beaux-Arts de Naples un autoportrait daté des années 1860 au visage similaire à un visage fixant le spectateur de la peinture de l'église Saint-Louis. Or les règles iconographiques de l'époque font que sur un tableau, seul le visage représentant le mécène ou l'auteur peut fixer le public.